# Catagramma moronensis
Catagramma moronensis är en fjärilsart som beskrevs av Charles Oberthür. Catagramma moronensis ingår i släktet Catagramma och familjen praktfjärilar. Inga underarter finns listade i Catalogue of Life.